# Herman Lindqvist (konstnär)

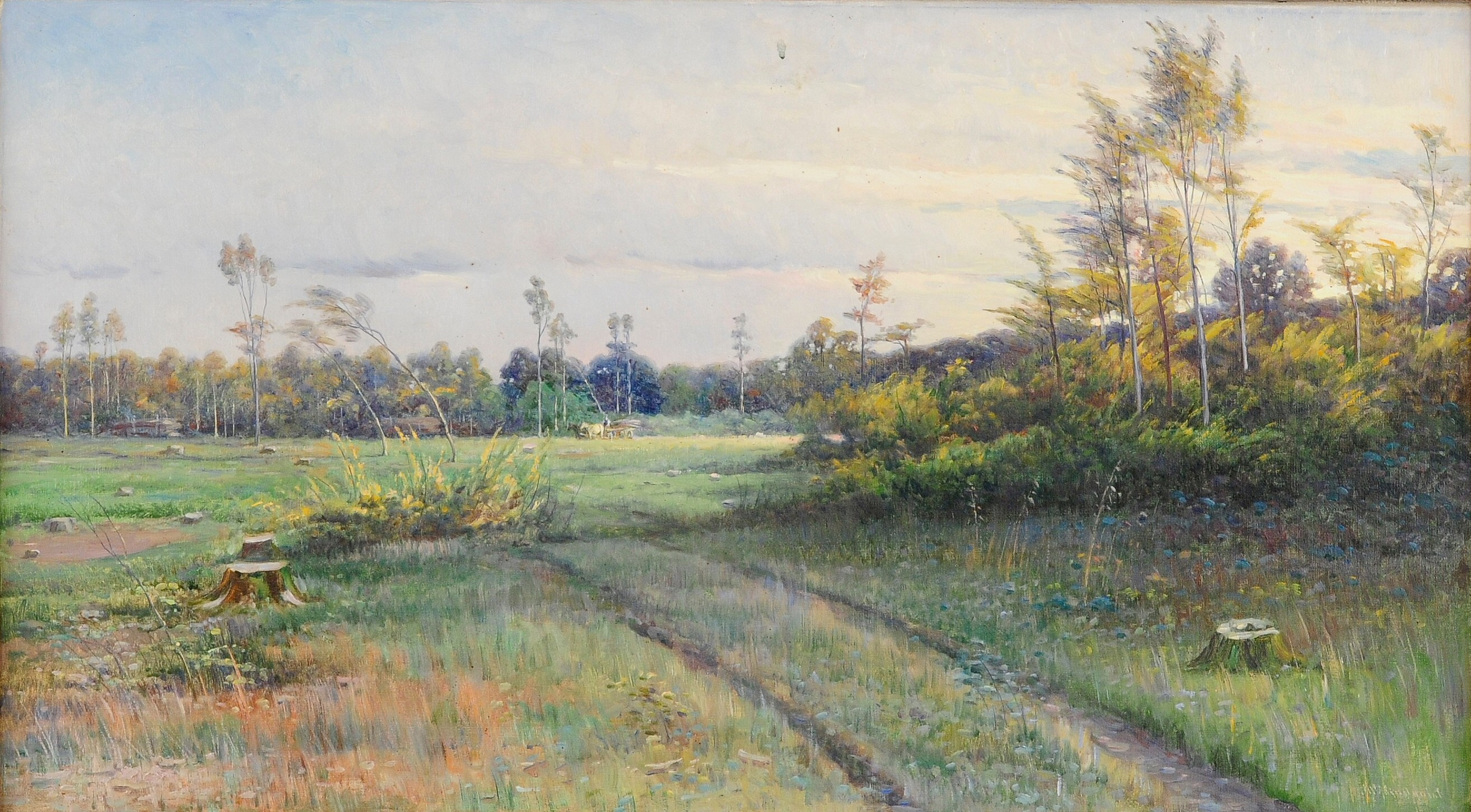
Från Ringsjöns stränder av Herman Lindqvist

Herman Axel Fritiof Lindqvist, född 14 september 1868 i Stockholm, död 10 oktober 1923, var en svensk konstnär. 
Herman Lindqvist studerade vid Konstakademien 1888–1893. Han var en känslig och gedigen landskapsmålare med motiv hämtade från Skåne, Visby, och under de senare åren mestadels från Stockholms ström och Djurgården. Han var även en skicklig etsare.